# Игра трёх друзей
Игра трёх друзей (англ. Game of the three friends, кит. 三友棋) — вариант сянци для троих игроков.

## История
Вариант изобретён Чжэн Цзиндэ (кит. 鄭晉德) во времена династии Цин, в период между 1661 и 1722 годами. Игра символизирует войну периода Троецарствия (221–264 гг. н. э.) между соперничающими государствами Вэй, Шу и У, каждое из которых борется за контроль над Китаем после падения династии Хань.

## Правила
Три игрока представлены синим, красным и зелёным цветами соответственно. Каждый игрок контролирует все стандартные фигуры сянци, причём каждый генерал представлен персонажем своего королевства. Кроме того, каждый игрок контролирует две дополнительные фигуры: «флаг» (旗; Qí) и «огонь» (火; Huǒ). Огонь ходит как движущийся вперёд ферц: один шаг по диагонали вперед, без отступления, в то время как флаг движется ровно на два шага прямо вперёд, пока не пересекает свою территорию, после чего движется как колесница. На доске есть места, которые ограничивают движение определенных фигур; эти пространства помечены как «океан» (海; Hǎi), «гора» (山; Shān) и «город» (城; Chéng). Фигуры колесниц и коней не могут пройти через океан, а пушки не могут проходить через горы и города. Касательно шаха и мата действуют правила, аналогичные сянци; при этом заматованный генерал убирается с поля, а все оставшиеся фигуры цвета оного переходят к поставившему мат. Последнее оставшееся на доске царство (цвет) объявляется победителем.

### Особенности
- Красный ходит первым. Затем очерёдность хода против часовой стрелки вокруг доски.
- После мата удаление генерала и присвоение армии выполняются в отдельный ход.